# William Hayward Pickering

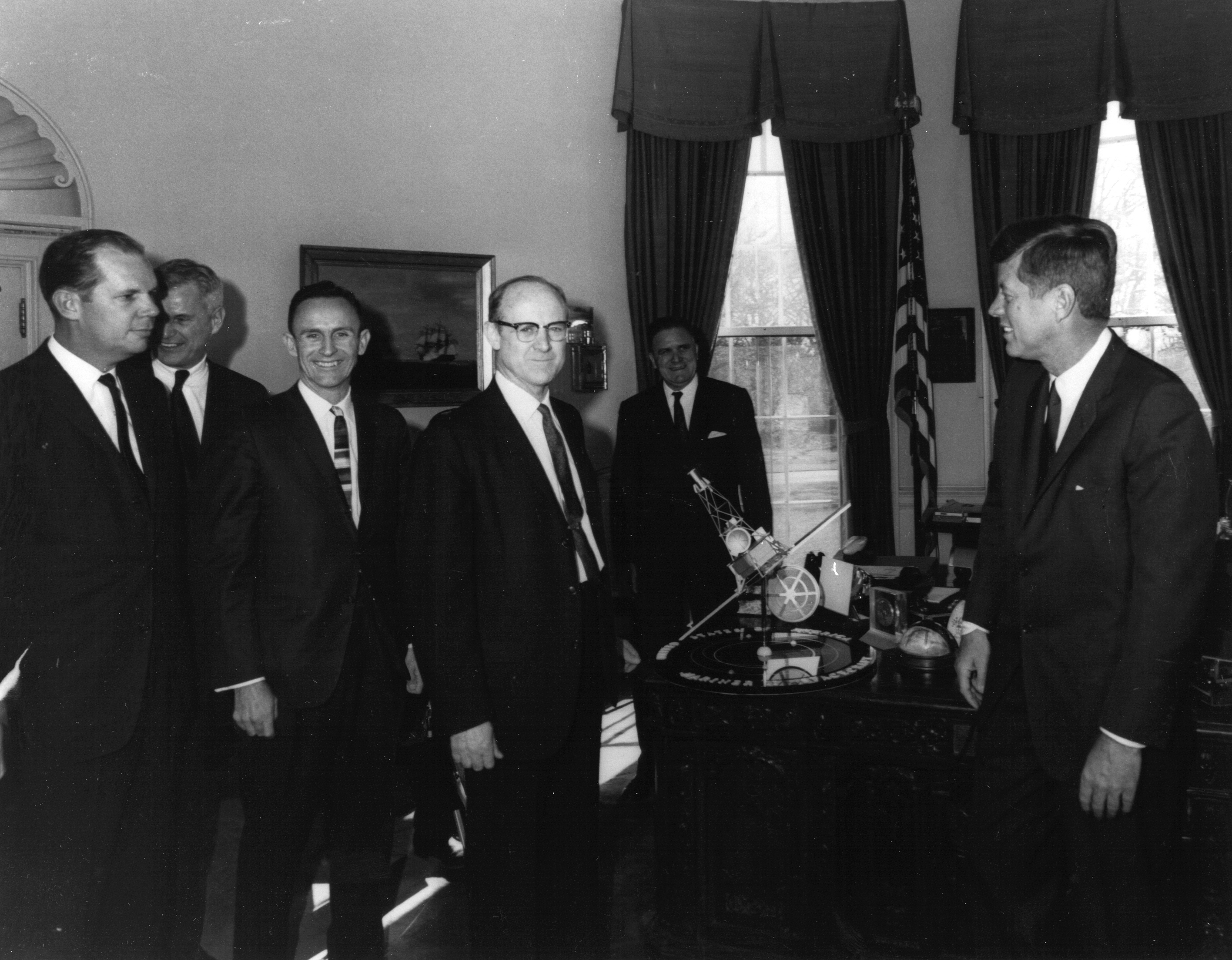
Pickering y el presidente de EE. UU. John Fitzgerald Kennedy con un modelo de la aeronave Mariner 2

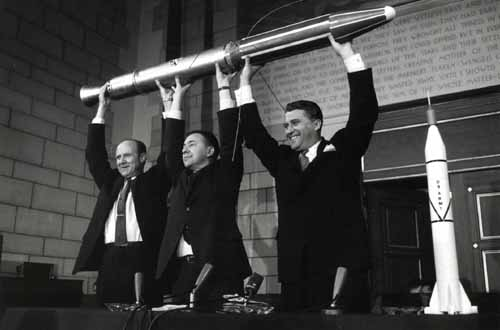
Pickering, Van Allen y von Braun en una rueda de prensa de la NASA (1963)

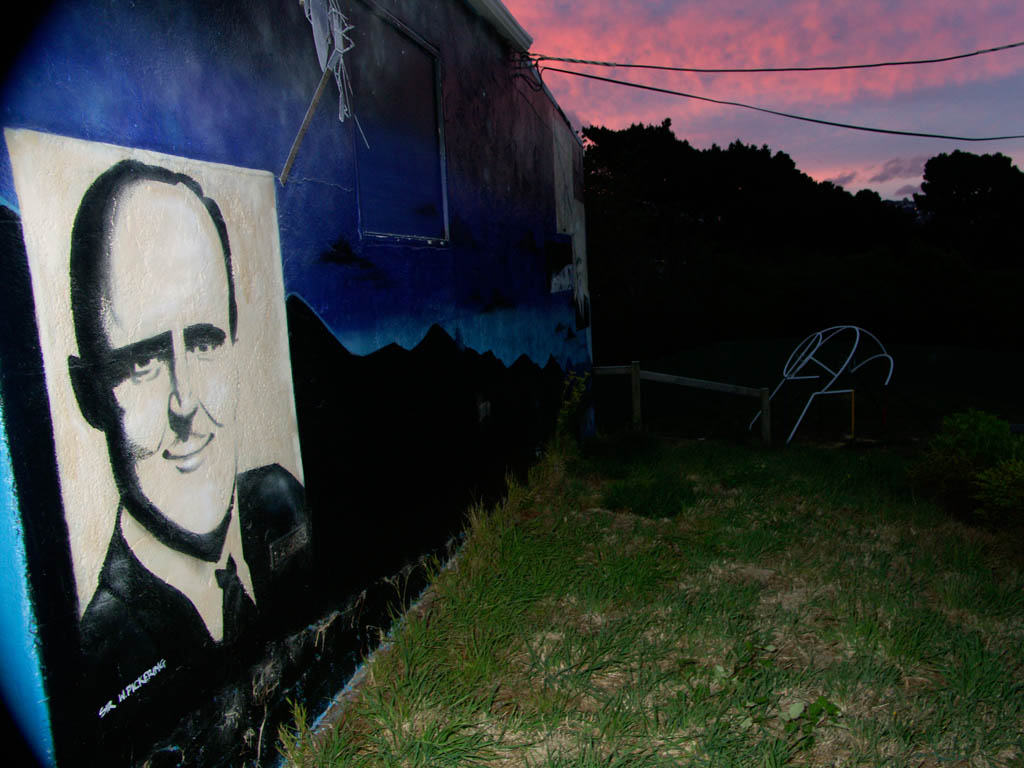
Mural en el Observatorio Gifford, con la imagen de William Pickering

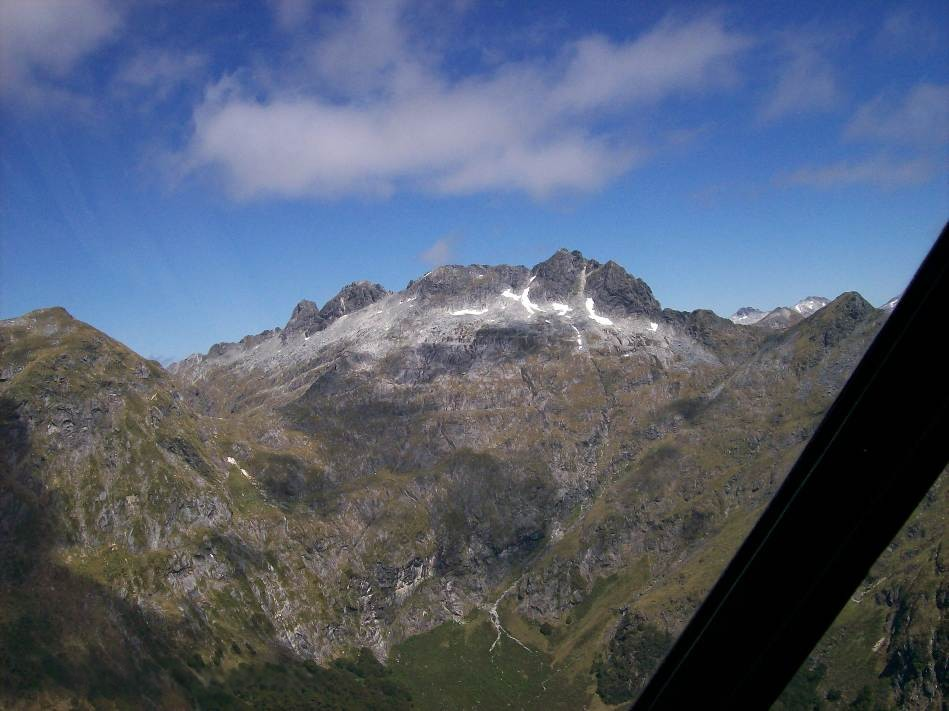
Cumbre del monte Pickering, montañas Kepler, en el parque nacional Fiordland de Nueva Zelanda

William Hayward "Bill" Pickering (24 de diciembre de 1910 – 15 de marzo de 2004) fue un científico estadounidense de origen neozelandés. Dirigió durante 22 años el Laboratorio de Propulsión a Reacción (JPL por sus siglas en inglés) de Pasadena (California), retirándose en 1976. Experto destacado de la NASA, fue miembro fundador de la Academia Nacional de Ingeniería de Estados Unidos.

## Orígenes y educación
Pickering nació en Wellington, Nueva Zelanda, en 1910. Asistió a la Escuela Havelock, y a las Universidades de Marlborough, y Wellington. Después de cursar un año en el Canterbury University College, se trasladó a los Estados Unidos (país cuya nacionalidad adquiriría), para completar su graduación en el Instituto de Tecnología de California ("Caltech"), donde más adelante se doctoró en física en 1936. Especialista en ingeniería eléctrica, se centró en el campo de la telemetría.

## Laboratorio de Propulsión a Reacción (JPL)
Pickering se incorporó al JPL en 1944, durante la Segunda Guerra Mundial.
Como director del JPL en 1954, Pickering estuvo estrechamente implicado en el desarrollo de los misiles Private y Corporal bajo la administración del Ejército de los EE. UU.
Su equipo lanzó el satélite Explorer I en un cohete Júpiter-C desde Cabo Cañaveral el 31 de enero de 1958, menos de cuatro meses después de que los rusos hubieran lanzado el Sputnik (con gran sorpresa de los americanos).
En 1958 los proyectos del Laboratorio fueron transferidos a la NASA, y el equipo de Pickering se dedicó al programa de vuelo espacial. El JPL, bajo la dirección de Pickering, continuó con la serie Explorer, con las misiones Pioneer y Ranger y con el Surveyor dedicadas a la exploración lunar, y con los vuelos del programa Mariner a Venus y Marte.
El Explorer III descubrió el campo de radiación alrededor de la Tierra, conocido como cinturón de radiación de Van Allen. El Explorer I orbitó la Tierra durante de 10 años y fue el precursor de los numerosos éxitos con satélites espaciales del JPL.
Cuando se jubiló en 1976, las misiones Voyager estaban a punto de ser lanzadas hacia los planetas exteriores y el Viking 1 estaba en camino de aterrizar en Marte.

## Jubilación
Pickering, entusiasta de apoyar la ciencia en su país de origen, patrocinó en Nueva Zelanda el Grupo Escolar de Investigación Nexus desde 1999 hasta su muerte en 2004.
Entre 1977 y su muerte en 2004, también presidió la Asociación de Vuelo Espacial de Nueva Zelanda, una organización sin ánimo de lucro creada para promover una aproximación científica a la astronáutica y a las disciplinas relacionadas.

## Muerte
Falleció el 15 de marzo de 2004 de neumonía en La Cañada Flintridge, California.

## Observatorio Gifford
Pickering reabrió el Observatorio Gifford como invitado de honor, el 25 de marzo de 2002. Había sido un usuario frecuente del observatorio durante sus días escolares en la Universidad de Wellington.

## Honores
- Medalla Edison de la IEEE en 1972, en reconocimiento a sus contribuciones a las telecomunicaciones, guiado de cohetes y control de aeronaves, y por su liderazgo inspirador en los vehículos no tripulados de exploración del sistema solar.
- Medalla nacional de Ciencia en 1975, otorgada por el presidente Gerald Ford.
- Caballero Comendador (con categoría Honoraria debido a su ciudadanía estadounidense) de la Orden del Imperio Británico en 1975.
- Premio Japón en 1994.
- Premio Magellanic en 1966.
- En 1964 pronunció la Lectura Conmemorativa del Premio Bernard en Sudáfrica.
- El 2 de junio de 2003 fue nombrado miembro honorario de la Orden de Nueva Zelanda.
- Miembro honorario en 1965 de la Institución de Ingenieros Profesionales de Nueva Zelanda Honorary (IPENZ).
- Pickering es uno de los pocos personajes públicos aparecidos dos veces en la portada de la revista Time sin ser político.

## Epónimos
- El cráter marciano Pickering conmemora su nombre,[6] honor compartido con los hermanos Edward Charles Pickering (1846–1919) y William Henry Pickering (1858–1938), astrónomos estadounidenses.
- En 2009, para conmemorar el Año Internacional de la Astronomía, William Hayward Pickering fue elegido junto con la cosmóloga Beatrice Tinsley para que se otorgaran sus nombres a dos cumbres de las Montañas Kepler, situadas en el parque nacional de Fiordland de Nueva Zelanda. En diciembre de 2010, el Consejo Geográfico de Nueva Zelanda publicó la denominación oficial del Monte Pickering.[7]
- Tres vías públicas de Nueva Zelanda han recibido su nombre en recuerdo de Pickering: la Sir William Pickering Drive en el Parque de Tecnología Canterbury en Christchurch; la Pickering Crescent en Hamilton; y la William Pickering Drive en Auckland.